# Carbonatite
Le carbonatiti sono rare rocce ignee (o magmatiche, utilizzando un termine equivalente) prevalentemente effusive, ma anche intrusive in giacitura subvulcanica, che contengono più del 50% in volume di carbonati. Si tratta di rocce spesso difficili da riconoscere, perché la loro mineralogia e tessitura (olocristallina e spesso porfirica) non si discostano molto da quelle dei marmi, eccezion fatta per la presenza di silicati di origine magmatica. Il colore è variabilissimo e dipende dal tipo di minerali che accompagnano i carbonati.

## Classificazione delle carbonatiti e varietà[1]
Le carbonatiti sono suddivise in base al minerale carbonatico dominante e in base agli elementi maggiori presenti (Mg, Ca, Fe, terre rare):
- Calciocarbonatite: prevale la calcite. Se la roccia è a grana grossa prende il nome di sövite, se a grana media o fine di alvikite
- Magnesiocarbonatite: prevale la dolomite. È nota anche come beforsite e rauhaugite (termine locale poco definito da abbandonare)
- Ferrocarbonatite: prevale la siderite o altro carbonato ricco in ferro. Il termine viene anche usato oggi (Le Bas, 1977) per carbonatiti che all'analisi chimica presentano le seguenti percentuali in peso: CaO / CaO+MgO+FeO+Fe2O3+MnO < 0,8 e MgO < FeO+Fe2O3+MnO[2]
- Natrocarbonatite: composta essenzialmente da carbonati di sodio, potassio e calcio. Attualmente questo tipo inusuale è presente solo nelle lave del vulcano Ol Doinyo Lengai in Tanzania.

Per le rocce intrusive con contenuto di carbonati primari < 50% in volume (tutte rocce alcaline sottosature in silice  a nefelina o leucite), si aggiunge:
- calcitica, dolomitica, ecc. o genericamente carbonatitica al nome della roccia (ad es. ijolite calcitica, ijolite carbonatitica) se i carbonati sono compresi tra il 10 e il 50% in volume;
- a calcite, a dolomite, ecc. (es: ijolite a calcite, a dolomite) se i carbonati sono inferiori al 10% in volume della roccia. Se la silice (SiO2) supera il 20% in peso della roccia, si parla di silicocarbonatiti.

## Composizione mineralogica

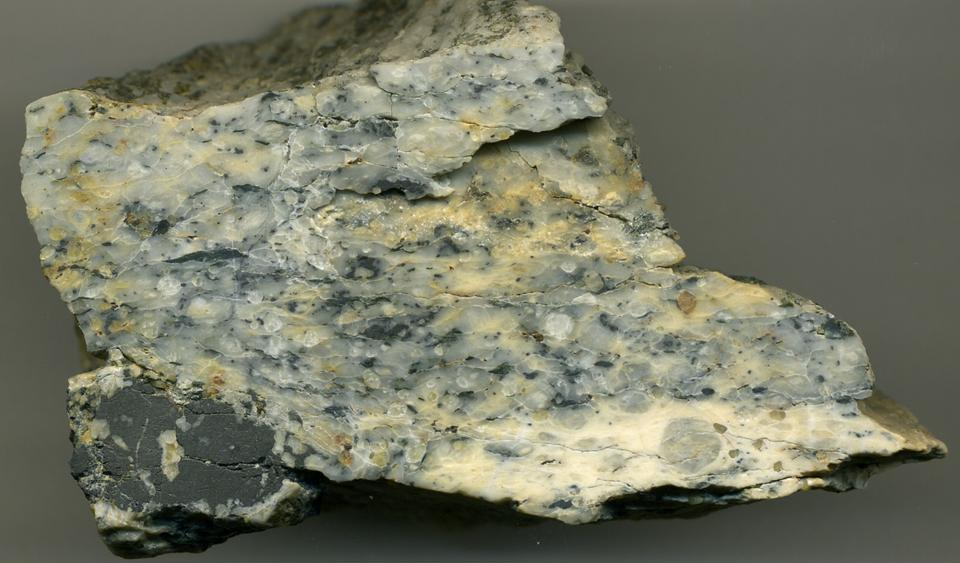
Magnesiocarbonatite, dal complesso carbonatitico Verity-Paradise della British Columbia. Larghezza del campione 75 mm

La composizione mineralogica primaria delle carbonatiti, al di là dei principali carbonati costituenti, è altamente variabile e può includere minerali rari e/o esclusivi di queste rocce. In totale sono documentati circa 275 minerali oltre ai carbonati dominanti. La componente silicatica comprende pirosseni, olivina, nefelina o altri felspatoidi, miche e vermiculite. Natrolite, sodalite, apatite, magnetite, barite, fluorite e minerali del gruppo dell'ancylite (carbonati contenenti terre rare) sono presenti in varia misura. La natrocarbonatite è formata in gran parte da due minerali: la nyerereite (da Julius Nyerere, primo presidente della Tanzania indipendente) e la gregoryite (da John Walter Gregory, geologo autore del libro The Great Rift Valley), due carbonati nei quali sodio e potassio sono presenti in significative quantità. Entrambi sono anidri e di colore molto scuro, ma sulla superficie della lava solidificata reagiscono rapidamente con l'umidità atmosferica idratandosi e virando al bianco in poche ore, tanto che da lontano l'edificio vulcanico sembra coperto di neve.

## Origine e messa in posto delle carbonatiti
Inizialmente si pensava che le carbonatiti si formassero dalla fusione di calcari o marmi a causa dell'intrusione di un magma, ma i dati geochimici e mineralogici non concordano con questa ipotesi. Per esempio la composizione isotopica del carbonio è simile a quella presente nel mantello e non a quella dei calcari sedimentari. L'origine magmatica delle carbonatiti fu ipotizzata per la prima volta da Brøgger (1921), sulla base dei suoi studi del Complesso igneo alcalino di Fen, in Norvegia. È stato tuttavia lo studio dei prodotti dell'eruzione del 1960 del vulcano Ol Doinyo Lengai inTanzania a confermare definitivamente l'origine delle carbonatiti da un magma.
 Le carbonatiti sono quasi sempre strettamente associate a rocce ignee alcaline e peralcaline quali pirosseniti, nefeliniti, melilititi, ijoliti, tescheniti (gabbri ad analcime), lamprofiri, foyaiti, shonkiniti, essexiti, fonoliti e nefelinsieniti. I fusi di queste rocce, tuttavia, presentano proprietà fisiche differenti da quelli delle carbonatiti e provengono da sorgenti diverse.
Le carbonatiti, insieme alle ijoliti e alle altre rocce alcaline comunemente formano complessi plutonici sottostanti a vulcani che hanno eruttato lave e piroclastiti nefelinitiche. Attorno a questi complessi c'è spesso una zona a fenitizzazione (alterazione metasomatica delle rocce incassanti con arricchimento di alcali, principalmente potassio). Secondo Le Bas (1977)  la messa in posto delle carbonatiti intrusive avviene per stadi, con la roccia dominante spesso costituita nello stadio iniziale C1 da intrusioni di sövite, solitamente circondate da un mantello di rocce brecciate esplosivamente. La carbonatite C1 contiene calcite, apatite, pirocloro, magnetite, biotite e egirinaugite. La carbonatite C2, un'alvikite, mostra abitualmente una marcata tessitura a bande ed è a grana più fine della sövite. La fase C3 è formata principalmente da ferrocarbonatiti contenenti comunemente alcuni minerali radioattivi e delle terre rare. La fase C4 è formata da un'alvikite tardiva e priva di minerali di interesse economico. La sövite C1  forma intrusioni penetrative di tipo stock, le carbonatiti C2 e C3 filoni conici e dicchi. Le intrusioni C1 e molte delle C2 sono precedute da un'intensa fenitizzazione delle rocce incassanti; le altre carbonatiti producono poca o nessuna fenitizzazione.
Di certo le carbonatiti sono rocce particolari formate da processi non usuali che interessano sorgenti di magmi non usuali. Oggi ci sono essenzialmente tre teorie sull'origine delle carbonatiti:
1. derivano dal fuso residuale di una melilitite o nefelinite carbonatica che è stata frazionata;
2. sono le frazioni di fuso immiscibile separate da un fuso silicatico arricchito in CO2;
3. sono un fuso primario del mantello generato dalla fusione parziale di una peridotite contenente CO2.

C'è anche chi sostiene valide diverse combinazioni di queste tre teorie. Yaxley e Brey (2004) ad esempio, ritengono che le carbonatiti siano il prodotto di un magma – generato dall'intensa fusione di eclogiti carbonatiche nel mantello superiore – che si è infiltrato nelle soprastanti peridotiti per produrre un fuso sottosaturo in silice a carbonati, che poi a sua volta si è intruso nella crosta differenziandosi. Un'altra teoria proposta (Wyllie, 1995) è che i carbonati abbiano un'origine profonda e che le carbonatiti si generino nel mantello litosferico come fuso parziale risalente rapidamente sopra un pennacchio caldo. Questa ipotesi sembra però in contrasto con i dati dell'età globale delle carbonatiti.

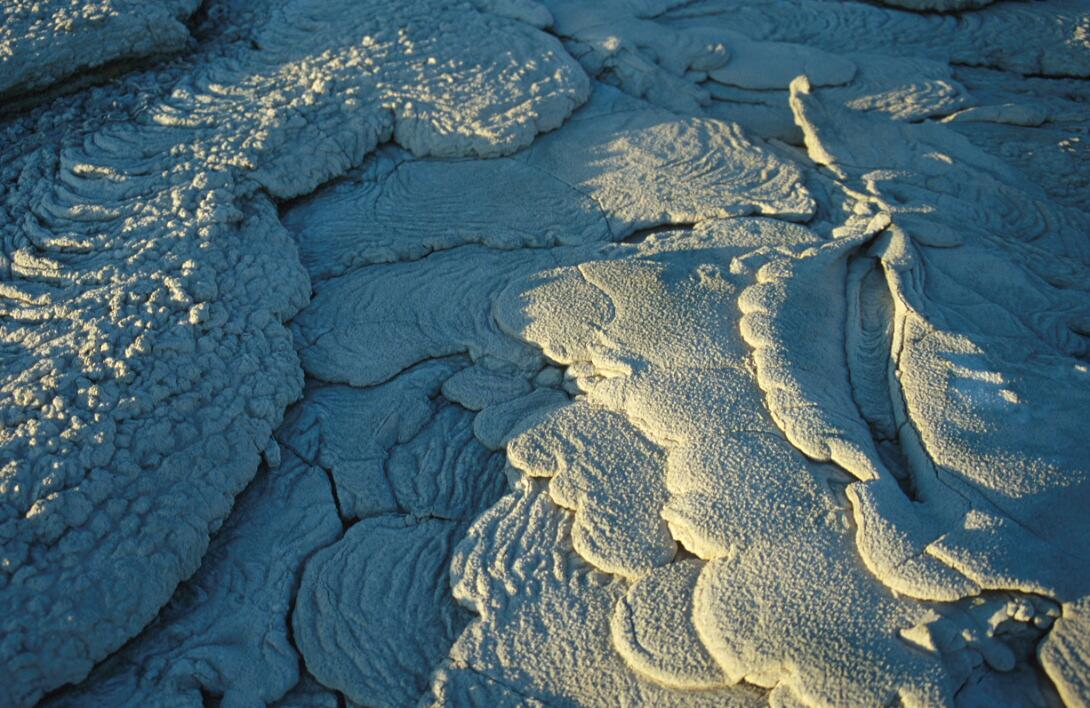
Lava natrocarbonatititca solidificata nel cratere del vulcano Ol Doinyo Lengai (Tanzania)

Per le natrocarbonatiti sono stati proposti modelli alternativi:
1. anatessi crostale di un basamento metasomatizzato (Morogan e Martin 1985);
2. incorporazione nel magma di sedimenti a trona [(Na3(CO3) (HCO3) • 2H2O];
3. rimobilizzazione di materiali carbonatici già presenti nell'edificio vulcanico (Church e Jones ,1995);
4. condensazione da un fluido comagmatico (Nielsen e Veksler, 2001, 2002).

Le recenti scoperte di un'attività vulcanica silico-carbonatica neogenica-quaternaria in Europa (in Italia, Francia e Spagna) hanno rivelato importanti indizi circa l'origine nel mantello delle lave carbonatitiche: infatti esse hanno portato in superficie xenoliti del mantello e preservato minerali carbonatici di alta pressione, come l'aragonite, che inducono a porre la sorgente dei magmi carbonatici a profondità superiori ai 100 km.
La varietà di ambienti geologici in cui si possono trovare le carbonatiti ha sollevato la questione del significato geodinamico di tali rocce. A sua volta, questo è legato a un altro problema riguardante la genesi delle carbonatiti, ossia: come può il carbonio (CO2) essere presente nel mantello in quantità tali da favorire un prolungato magmatismo carbonatitico. La spiegazione sempre più largamente accettata è che il carbonio si è introdotto nel mantello a causa della subduzione di materiale carbonatico.

## Distribuzione delle carbonatiti
Si conoscono più di 450 siti di affioramento di carbonatiti, 40 dei quali sono a carbonatiti effusive. Per oltre la metà si trovano ugualmente ripartiti tra le due Americhe e l'Africa. La maggior parte degli affioramenti si trova in aree cratoniche geologicamente stabili e la loro messa in posto, in termini di risalita da aree sorgenti, presumibilmente mantelliche, è spesso (ma non sempre) legata a processi geotettonici di rifting continentale. Le uniche carbonatiti note in isole oceaniche si trovano alle Canarie e alle Isole di Capo Verde. L'età varia dal Proterozoico all'attuale. Si conoscono pochissimi esempi di carbonatiti archeane. Solamente un vulcano a composizione carbonatitica ha sicuramente eruttato in tempi storici, il monte Ol Doinyo Lengai in Tanzania. L'ultima eruzione risale al 2007-2008. La lava ha una temperatura di 500-600 °C, la più bassa conosciuta per un magma.
In Italia:
- In Italia sono state scoperte almeno cinque limitate località di affioramento a partire dagli anni 1990.  Le più importanti si trovano nel massiccio vulcanico del Vulture, presso i laghi di Monticchio e nel vallone Toppo di Lupo, e a Coppaello (Rieti) e San Venanzo (Terni), dove sono associate a kamafugiti. Si tratta di colate laviche e depositi piroclastici.

In Europa:
- Complesso vulcanico di Kaiserstuhl, Fossa Renana (Germania);[9]
- Complesso igneo di Fen, Norvegia;
- Complesso igneo alcalino di Alnö, Svezia;
- Cabezo Negro de Tallante, Spagna.[10]

Nel Mondo:
- Fogo e São Vicente, arcipelago di Capo Verde;
- Ol Doinyo Lengai e Monte Homa, Tanzania;
- Oka e Saint-Honoré, Québec (Canada);[9]
- Gem Park e Iron Hill, Colorado (USA);
- Complesso igneo di Magnet Cove, Arkansas (USA);[9][11]
- Mountain Pass, California;[11]
- Complesso igneo di Palabora presso Phalaborwa, Sudafrica;[11]
- Jacupiranga, Brasile[9];
- Ayopaya, Bolivia;
- Kovdor e Vischnevogorsk, Russia;
- Amba Dongar e Newania, India;
- Maz, Argentina;
- Serbatoio Mud e Mount Weld, Australia;
- Parte del complesso basale di Fuerteventura, Canarie;
- Distretto vulcanico di Avon, Missouri (USA).

## Utilizzo delle carbonatiti
Molte carbonatiti ospitano mineralizzazioni di elementi rari e preziosi di interesse economico. I principali prodotti di questo ambiente sono il fosforo (dall'apatite), il ferro (magnetite), il niobio (pirocloro), lo zirconio, l'oro, il platino e gli elementi delle terre rare (monazite e gruppo della bastnäsite). A oggi solo un complesso carbonatitico produce rame (quello di Palabora, in Sudafrica), sebbene altri ne contengano in quantità subeconomica. Altri minerali di interesse economico nelle carbonatiti sono la fluorite, la barite e la stronzianite. 
Circa 22 miniere attualmente operano su 19 differenti carbonatiti in 14 nazioni. Esse forniscono la maggior parte del niobio (Brasile, Canada), delle terre rare (USA, Cina) e della vermiculite (Sudafrica) prodotte nel mondo.
Data la facile alterabilità e degradabilità delle rocce carbonatitiche, esse si prestano facilmente a produrre depositi secondari di carattere alluvionale (placers). La stessa carbonatite è utilizzata come sorgente di calce nelle aree dove mancano rocce carbonatiche.